# Gjerstad
Gjerstad és un municipi situat al comtat d'Agder, Noruega. Té 2.467 habitants (2018) i la seva superfície és de 322.14 km². El centre administratiu del municipi és el poble de Gjerstad.